# Onthophagus diversus
Onthophagus diversus là một loài bọ cánh cứng trong họ Bọ hung (Scarabaeidae).